# Пожитково (станция)
Пожи́тково — станция Большого кольца Московской железной дороги на участке Бекасово I — Кубинка I. Входит в Московско-Смоленский центр организации работы железнодорожных станций ДЦС-3 Московской дирекции управления движением. По основному характеру работы является промежуточной, по объёму работы отнесена к 4 классу.
Граница Москвы и Московской области делит станцию поперёк примерно по центру на две части. Юго-восточная часть находится в поселении Киевский Троицкого округа Москвы, здесь с 2012 года находится самая западная точка города Москвы. Западная часть находится в Наро-Фоминском городском округе Московской области.
Станция названа по расположенной в отдалении на юг деревне Пожитково (деревня находится в Наро-Фоминском городском округе). При станции находится Посёлок Разъезда Пожитково поселения Киевский, а также СНТ.
На станции — 5 путей для приёма составов, используется для приёма составов для следования на сортировочную станцию Бекасово-Сортировочное, расположенную далее на юг по Большому кольцу, либо по Киевскому направлению.
На станции — две пассажирские платформы. Северо-восточная (на Кубинку I, у бокового пути) — боковая, полной длины, частично — высокая (на 2 вагона), расположена в начале кривой; рассчитана на приём 10-вагонного электропоезда (ранее, до 2000-х, была вся низкой). Западная (в обе стороны, между главными путями) — островная, короткая, частично высокая, частично низкая, расположена в кривой, рассчитана на приём 3 вагонов. На станции расположено здание служб ДСП. Выход к посёлку Разъезда Пожитково.
До расширения Москвы в 2012 году станция полностью находилась в Наро-Фоминском районе.
Станция обслуживается электропоездами Киевского направления МЖД депо ТЧ-20 Апрелевка. Останавливаются все проходящие электропоезда.
- Поезда в сторону Кубинки — 7 раз в день — до станций Кубинка II или Поварово II. Из них 2 раза в день — «прямые» из Апрелевки.
- Поезда в сторону Бекасово — 7 раз в день — до станций Детково, Столбовая, Бекасово-Сортировочное, Бекасово I.

Хотя станция находится частично в Москве, прямых поездов до вокзалов или станций метро Москвы нет. Можно доехать только с пересадкой на радиальное направление. Время движения поезда до станции Кубинка I (пересадка на Смоленское направление) — примерно 30 минут, до Бекасова I (пересадка на Киевское направление) — примерно 5 минут.
До 90-х курсировали прямые поезда Смоленского направления на Белорусский вокзал от Бекасова I и обратно, но потом были отменены.
До 2000-х интенсивность движения электропоездов была большей, сокращение произошло из-за уменьшения пассажиропотока и приоритета грузовых поездов. Среди работающих поездов были до/от станции Акулово и до/от Пожиткова (станция была конечной для поездов со стороны Бекасова/Деткова), но они были продлены далее или отменены.

## Галерея
- Боковая платформа и навес
- Высокая часть боковой платформы
- Станционное здание
- Расписание 2013
- Островная платформа
- Расписание и платформы, вид от навеса
- Вид с юго-восточного края боковой платформы
- Вид на островную платформу с высокой части боковой
- Вид на юго-восток с высокой части боковой платформы